# Barney Stinson
Pour les articles homonymes, voir Stinson.
Barney Stinson est un des cinq personnages principaux de la série How I Met Your Mother interprété par Neil Patrick Harris.

## Biographie fictive

### Famille, jeunesse et études
Barnabus "Barney" Stinson est né en 1976. Il grandit à Staten Island avec sa mère Loretta et son demi-frère utérin James. Leur mère les a élevés seule et ne leur a jamais révélé qui étaient leurs pères, elle inventait toutes sortes d’histoires, comme le fait que le père de Barney aurait été Bob Barker. Il a une cousine, Leslie, et découvre plus tard que son père biologique, Jerome Whittaker qu'il a toujours connu comme son oncle, a une autre famille et Barney se découvre un demi-frère, Jerome junior, et une demi-sœur appelée Carly qui est dix-huit ans plus jeune que lui.
Enfant, il faisait partie d’un club de magie pour laquelle il était doué. Le 23 juillet 1981, accompagné de son père, il détruit l’exposition d’un squelette de baleine. Il est diplômé de l’institut des magiciens du Teaneck et prétendra être sorti du MIT.

### Vie de séducteur
En 1998, après ses études, il travaille dans un café avec sa copine Shannon. Il a alors un style hippie. Ils voulaient partir au Nicaragua avec le Corps de la Paix, mais elle le quitte pour Greg, un homme riche en costume. Il décide alors de se couper les cheveux, d’acheter un costume... (Il reverra Shannon en 2006). Il perd sa virginité peu après avec la copine divorcée de sa mère ; il découvrira plus tard que c’était son frère qui lui avait demandé de coucher avec Barney et de prétendre que c’est le meilleur amant qu'elle ait connu. Grâce à un CV vidéo, il va passer un entretien chez Altrucel avec Greg. Cette entreprise fabrique les revêtements jaunes des balles de tennis et d’autres affaires (armes, pétrole, cigarettes, trafics avec la Corée du Nord…).
C’est un séducteur qui aime tester et enseigner différentes techniques. Barney Stinson est toujours en costume (sauf pour les enterrements). Il les considère comme des personnes à part entière. Chaque costume a un seul et unique usage (pyjama, costume en diamants), suivant un style bien étudié. Il pratique également la magie. Ses bons mots sont généralement suivis d’un High five. Les phrases très connues de Barney sont : « It’s gonna be legen... wait for it... dary ! Legendary! » (« Ça va être hallu... attendez la suite... cinant ! Hallucinant ! »), « Suit up! » (« En costume ! »), « Daddy's home » (« Papa est à la maison ») et « Challenge accepted!» (« Je relève le défi ! »). Il vit dans un appartement prévu pour un célibataire, avec une chambre pour ranger ses costumes et un écran plat de 8 mètres, un lit de grande taille mais un seul oreiller et éclaire sa bibliothèque de films pornographiques, tout ceci pour éviter que les filles « de passage » veuillent s’installer chez lui. Cet appartement est situé à 23 minutes en taxi du MacLaren’s. Il tient une liste de toutes les filles avec lesquelles il a couché ; il atteint le nombre de 200 en mai 2009, puis 282 en mai 2011. Il évite de coucher avec des filles de plus de 30 ans. Il se rend régulièrement dans des stripclubs.
En 2001, il rencontre Ted au MacLaren’s, il se sert de lui pour charmer une fille puis décide de lui « apprendre à vivre ». Il a longtemps fait croire à sa mère qu’il avait une femme et un fils (il a engagé des acteurs pour cela). Alors que Lily a quitté Marshall, Barney se rend à San Francisco et explique à Lily que Marshall est malheureux sans elle, et qu’ils sont faits l’un pour l’autre. Il amène Marshall dans des bars de striptease pour tenter de le réconforter. Il essaie également de lui apprendre la séduction mais repart avec toutes les filles que Marshall aborde ; il dira plus tard que c’est pour éviter que Marshall soit avec une autre fille que Lily. À son retour, Lily vit quelques jours chez Barney, mais il finit par la renvoyer car elle transformait son appartement de célibataire en appartement « de couple ». Lorsque Ted est en couple avec Robin, il regrette cette situation car il n’a plus d’allier de séduction (en). Cela ne l’empêche pas de continuer cette activité, allant par exemple jusqu’à se faire passer pour un architecte ou se déboîter la hanche en tentant d’« attraper un cougar » (une prof de Marshall). À la suite d'un pari sur le passé de Robin, Marshall gagne le droit de donner cinq claques à Barney. Il lui en donne quatre entre 2007 et 2009. En 2011, Barney perd à nouveau un pari ; il doit porter une cravate avec des canards pendant un an. Mais au bout de deux mois, il obtient d’échanger ce gage contre trois claques supplémentaires, dont deux que Marshall lui inflige immédiatement, et les deux dernières, la veille et le jour du mariage de Barney. En 2007, son frère James se marie avec Tom et ils adoptent un bébé. Il paye Lily 10 000 $ pour un tableau de lui le représentant nu. Il leur offrira un certain nombre de cadeaux après avoir gagné la vitrine du Juste Prix avec Bob Barker. Il organise l’enterrement de vie de célibataire de Marshall et invite une stripteaseuse. Il conseille régulièrement à Ted et Robin de rompre, et lorsqu’ils souhaitent s’installer ensemble, il vole le camion de déménagement. Lorsque la rupture aura effectivement lieu, il dit à Ted être désolé car ils allaient bien ensemble, mais lui propose d’être à nouveau son allier.

### Relation étrange avec Robin
En avril 2008, Robin et Barney ont une relation d’un soir. Ted estime que Barney n’a pas respecté le Bro Code et ne souhaite plus le voir. Il essaye en vain de se trouver un nouvel ailier. Pendant un temps, Abby, la secrétaire de Stella avec qui il a couché, le suit et avertit chaque fille qu’il tente de charmer des réelles intentions de Barney. Ted et Barney ont un accident de voiture le même jour, et se réconcilient. Lily se moque de lui en lui disant qu’il a dû voir défiler ce qui compte pour lui : des bimbos et du whisky; mais à ce moment-là, Barney regarde Robin. Il finit par expliquer à Lily qu’il est amoureux de Robin, mais ne veut surtout pas être « en couple » avec elle, ni arrêter les coups d’un soir. En septembre 2008, sa société rachète la Goliath National Bank (GNB), et il recrute Marshall pour travailler au service juridique ; il fera de même avec Ted en septembre 2010 afin de construire le futur siège de la société. Il élabore une stratégie pour reconquérir Robin : la faire boire lors du « mariage » de Ted et Stella; il s’arrange alors pour qu’elle vienne (au moment où Ted voulait annuler son invitation). Malgré l’absence d’alcool au mariage, Robin devient effectivement nostalgique, et frappe à la chambre d’hôtel de Barney avec une bouteille de scotch. Elle repart aussitôt car la réceptionniste du mariage et la sœur de Stella sont déjà là dans son lit. Peu après, Ted et Robin couchent ensemble pendant quelque temps, pour surmonter les désagréments de la colocation. Cela rend Barney très jaloux, à tel point qu’il fait toutes les tâches ménagères de leur appartement pour éviter qu’ils se disputent. De même lorsque Robin commence à sortir avec l’assistant de Ted, PJ, il le fait embaucher dans son entreprise pour l’éloigner d’elle. Il fait aussi le CV vidéo de Robin et l’envoie à plusieurs chaînes de télé ; Robin est ainsi embauchée au journal matinal de la douzième chaîne. Finalement, à l’occasion du 31e anniversaire de Ted, Barney confie ses sentiments à Robin. Ils tiennent alors une discussion confuse, où chacun dit aimer l’autre mais ne veut pas s’engager. Ils s’embrassent et décident immédiatement de régler ça plus tard. Durant l’été 2009 Barney et Robin ont une relation purement sexuelle, avant que Lily les oblige à discuter et à définir leur relation. Bien qu’étant réticents à l’engagement, ils finissent par devenir un couple. Pour Barney, la vie en couple est difficile, il tient à continuer de fréquenter les bars de striptease, et ne se montre pas attentionné envers Robin, néanmoins il souhaite s’améliorer et prend des « cours » sur Robin donnés par Ted. Au bout de deux mois, ils se rendent compte que leurs fortes personnalités ne se complètent pas, et qu’ils se détruisent l’un l’autre ; ils se séparent.

### Relations avec Nora, puis Quinn
Barney reprend immédiatement son activité de séducteur, il utilise différents rôles (qu’il trouve dans le Playbook), réussit une « semaine parfaite » et diffuse son numéro de téléphone lors de la finale du Super Bowl. À l’occasion de la Saint-Valentin 2011, Robin présente Nora (une de ses collègues) à Barney, ils font une partie de Laser Tag. Barney semble attiré par Nora, il demande à Robin son numéro de téléphone. Contrairement à son habitude, il se rend à un deuxième rendez-vous avec Nora. Lily lui conseille de ne pas mentir, et Barney raconte qu’il souhaite se marier et avoir des enfants. Nora lui propose de rencontrer ses parents ce que Barney accepte. Mais plus tard dans la soirée Barney dit à Nora qu’il lui a menti uniquement pour coucher avec elle (selon Lily c’est à ce moment qu’il a menti). En septembre 2010, James rencontre son père (Sam Gibbs). Après la mort du père de Marshall, Barney écrira au sien (Jerry) en mars 2011. Les retrouvailles sont assez difficiles, Barney n’arrive pas à se convaincre que son père a une vie bien rangée, il est moniteur d’auto-école en banlieue. Jerry lui explique qu’il ne peut pas faire la fête toute sa vie, et qu’il va sûrement rencontrer la femme qui lui plaira (« peut-être que je l’ai déjà rencontrée » répond alors Barney). Marshall est embauché par Zoey (la compagne de Ted) pour défendre l’association qui s’oppose à la démolition de l’Arcadian (le projet porté la GNB où travaillent Ted et Barney). Marshall se dispute avec Barney, et Ted finit par se ranger du côté de Zoey. La question doit être tranchée par la Commission de conservation des monuments de la ville de New York. Ted change à nouveau d’avis lorsqu’il apprend que l’échec du projet entrainera le licenciement de Barney. La commission considère que la tête de lion qui figure sur cet immeuble le rend remarquable, mais comme celle-ci a « mystérieusement » disparue la veille, il donne son accord à la destruction de l’immeuble. Ted et Zoey se séparent. Barney retrouve Nora par hasard, et obtient un nouveau rendez-vous avec elle. Il lui explique qu’il a toujours menti pour séduire des femmes mais que désormais il souhaite changer. La relation devient sérieuse au point qu’il rencontre les parents de Nora. Malgré cela, Barney et Robin (en couple avec Kevin) couchent ensemble un soir. Après un moment d’hésitation, ils décident de quitter leur partenaires respectifs et se retrouver tous les deux. Barney rompt avec Nora, mais Kevin ne veut pas entendre ce que Robin a à lui dire car il pense que tout ne doit pas être raconté. Robin et Kevin restent ensemble, au grand désespoir de Barney.
Quelque temps plus tard, Ted lui demande d’occuper une fille pendant qu’il drague sa copine. Il ne reconnaît pas Quinn, qui travaille en tant que stripteaseuse dans un bar qu’il fréquente régulièrement (mais elle le reconnaît). Ils couchent ensemble, puis Barney souhaite la revoir. Il apprend qu’elle travaille au strip club, mais cela ne lui pose pas de problèmes ; par contre Quinn joue avec lui, en lui facturant des prestations de danse au club. Leur relation évolue et devient assez sérieuse, malgré la méfiance du groupe, ils décident de s’installer chez Barney, ce qui permet à Ted de reprendre l’appartement de Quinn. Plus tard, Quinn décide d’abandonner son métier de stripteaseuse. Barney fait un tour de magie qui fait apparaitre une bague, il demande Quinn en mariage. Quinn demande à Robin et Lily d’être leur demoiselle d’honneur. Robin est confuse de cette situation, et en parlant avec Barney se rend compte que Quinn ne sait pas que Robin et Barney sont sortis ensemble. Quinn finit par apprendre l’histoire. Barney et Quinn se séparent en octobre 2012 à la suite d'un désaccord sur le contrat prénuptial. La séparation a lieu en même temps que Ted et Victoria, lors de l’ « automne des ruptures ». Un peu plus tard, il va aider Robin à rompre avec Nick, en expliquant à ce dernier qu’il aime Robin.

### Mariage avec Robin
À l’automne 2012, Lily et Robin donnent une série de défis de séduction à Barney ; il doit notamment prendre le numéro d’une fille à la pharmacie en achetant des couches. À cette occasion, il rencontre Tracy (la future femme de Ted) ; elle ne lui donne pas son numéro et lui explique qu’il semble faire tout ça pour oublier une histoire d’amour. Barney lui raconte son histoire avec Robin et Tracy lui conseille d’ « arrêter de jouer et de gagner ». Barney imagine une stratégie pour reconquérir Robin. D’abord il l’embrasse après une soirée arrosée, mais elle lui dit que ce n’est pas possible. Puis il lui explique qu’il renonce définitivement à elle. Cela provoque immédiatement chez Robin une forte attirance pour Barney, et elle essaye d’attirer son intérêt. Barney l’ignore et commence à fréquenter Monique (Patrice en VO), une collègue de Robin. Au grand dam de Robin, leur relation semble être sincère, et Barney va même brûler son Playbook. Plus tard, Barney confie à Ted qu’il souhaite se fiancer avec Monique. Le soir de l’inauguration de l’immeuble de Ted, celui-ci rapporte à Robin les plans de Barney et la conduit à l’immeuble où la déclaration doit être faite. Robin se rend sur place et découvre que tout ceci ne visait qu’à créer une attirance chez elle, et à vérifier l’approbation de Ted. Robin est furieuse, Barney la demande alors en mariage, Robin répond « oui ». Au début de l’année 2013, Robin et Barney préparent leur mariage, il aura lieu le 12 mai 2013 à Long Island. Barney rencontre le père de Robin et ils apprennent par la même occasion que celui-ci est (re)marié avec Carol et vit désormais à New York. Lors d’un déjeuner le vendredi précédant du mariage, James annonce qu’il s’est séparé de Tom, son mari. Grâce au mariage, Jerry et Loretta se retrouvent et Barney s’imagine qu’il pourrait faire en sorte qu’ils soient à nouveau ensemble ; puis il découvre que Loretta et Sam Gibbs sortent ensemble. Lors du diner de répétition, Barney organise une soirée - patinoire sur le thème du Canada avec Alan Thicke et d’autres personnalités. Le dimanche au petit matin, encore sous l’effet de l’alcool, il s’enfuit de l’hôtel et tente d’« apprendre à vivre » à deux jeunes hommes qui passaient par là. Le groupe finit par retrouver Barney qui a du mal à se remettre de sa nuit alcoolisée. Barney et Robin sont mariés à 18h.
Deux mois après le mariage, il utilise les documents en sa possession pour faire arrêter Greg, son supérieur. James et Tom se remettent ensemble. La carrière de Robin l’amène à travailler autour du monde, ce qui est difficile pour le couple. Après un voyage en Argentine en 2016, ils se rendent compte que cette vie n’est plus possible. Ils divorcent.
Barney continue de fréquenter Marshall, Lily, Ted et Tracy, mais n’a plus de nouvelles de Robin ; il reprend sa vie de séducteur. En 2019, il réussit un « mois parfait » avec un nouveau Playbook. Mais « numéro 31 » est enceinte à la suite de cette relation. Barney devient alors un père d’une fille nommée Ellie.

### Parcours professionnel
Il est difficile de décrire un parcours pour Barney Stinson. Après sa sortie de faculté, il travaillera quelques années dans un café hippie avec son premier amour Shannon, jusqu'à ce qu'elle le quitte pour un homme d'affaires à la situation stable. Peu après, il se fera engager chez Altrucel avec Greg. Sa fonction exacte est PLEASE (Provide legal exculpation and sign everything), soit « fournir une disculpation juridique et tout signer », fonction purement juridique qui le rend responsable de toute malversation dans sa société et pour laquelle il est très bien payé. Ses amis, qui jusqu'alors pensaient que sa réponse ne servait qu'à éviter le sujet, n’apprendront la nature de son travail qu’en juin 2013 et de la même façon il leur explique qu’il compte utiliser les documents en sa possession pour faire arrêter Greg. En outre on sait qu'il parle chinois et coréen, ainsi qu'un peu d'ukrainien.
Lors de la fusion entre Altrucel et la GNB, il est le chef du comité de recherche qui recrutera son ami Ted pour la création du nouveau siège (ou entre-temps il choisira le projet du collectif architecte « Sven »). Mais il donnera bien le projet à Ted. Le projet sera abandonné mais sera relancé quelques années plus tard et Barney le confiera à nouveau directement à son ami. Barney s'occupe parfois de licencier son personnel ce qui tend à croire qu'à la GNB il appartient aux ressources humaines.

## Autour du personnage
Bien que légèrement changeante au fur et à mesure des saisons, la voix française est interprétée par François Pacôme.
En juin 2010, Entertainment Weekly le nomme dans les cent plus grands personnages des vingt dernières années.
Il est l'un des protagonistes de la nouvelle Séries all Fuckers de l'auteur français Samy Baroukh, publiée en 2015 aux éditions Edilivre